# Olivier Amiel
Avocat et docteur en droit, Olivier Amiel est né le 27 août 1978 à Perpignan. Il est l'auteur de trois livres publiés aux Éditions Les Presses littéraires. Il s'est présenté aux élections municipales de 2020 à Perpignan, commune dont il a été conseiller municipal d'opposition en 2009.

## Olivier Amiel
Avocat et Docteur en droit, Olivier Amiel est né en 1978 à Perpignan. Il est l'auteur de trois livres publiés aux Éditions Les Presses Littéraires. Il s'est présenté aux élections municipales de 2020 à Perpignan, commune dont il a été conseiller Municipal d'opposition en 2009, puis quatrième adjoint au Maire, chargé de la Politique de la Ville, en 2014.
Sa thèse sur « Le financement public du cinéma dans l’Union européenne » est publiée à la Librairie générale de droit et de jurisprudence en 2007. Il a enseigné le droit dans les  facultés d’Aix-Marseille et de Perpignan, ainsi que le droit de la culture à l’Université Senghor d'Alexandrie en Égypte. Il est avocat au Barreau des Pyrénées-Orientales depuis juin 2012.
En 2009, il devient conseiller municipal d’opposition à Perpignan.Délégué national chargé de la culture pour le parti du Mouvement républicain et citoyen de Jean-Pierre Chevènement  en 2011.Il défend à ce titre la politique française de la diversité culturelle dans le quotidien Le Monde en 2013.
En 2014, il rejoint la majorité municipale de Jean-Marc Pujol  et devient quatrième adjoint au Maire chargé de la Politique de la Ville, du renouvellement urbain et du logement. Il est au cœur de la polémique sur la rénovation du quartier historique de Saint-Jacques à Perpignan en 2018 dans le cadre du nouveau projet de renouvellement urbain de l’Agence nationale pour la rénovation urbaine, relatée dans la presse nationale et internationale. La communauté gitane vivant dans ce quartier s’opposant au projet de la mairie de réhabilitation. Lors de la polémique sur ce dossier il s’en prend à l’animateur Stéphane Bern avec une passe d’armes sur les réseaux sociaux et des médias nationaux, avant une explication et une réconciliation entre les deux hommes.
En 2019, il se lance  dans la campagne des Élections municipales de 2020 à Perpignan sans étiquette.Il quitte la vie politique à la suite de cette élection.
Depuis 2011 Olivier Amiel est l’auteur de nombreuses tribunes dans la presse nationale notamment pour Le Figaro, Causeur, Atlantico.Grand admirateur de l’écrivain américain Bret Easton Ellis, ce dernier l’avait même soutenu pour une élection départementale en France en 2014,

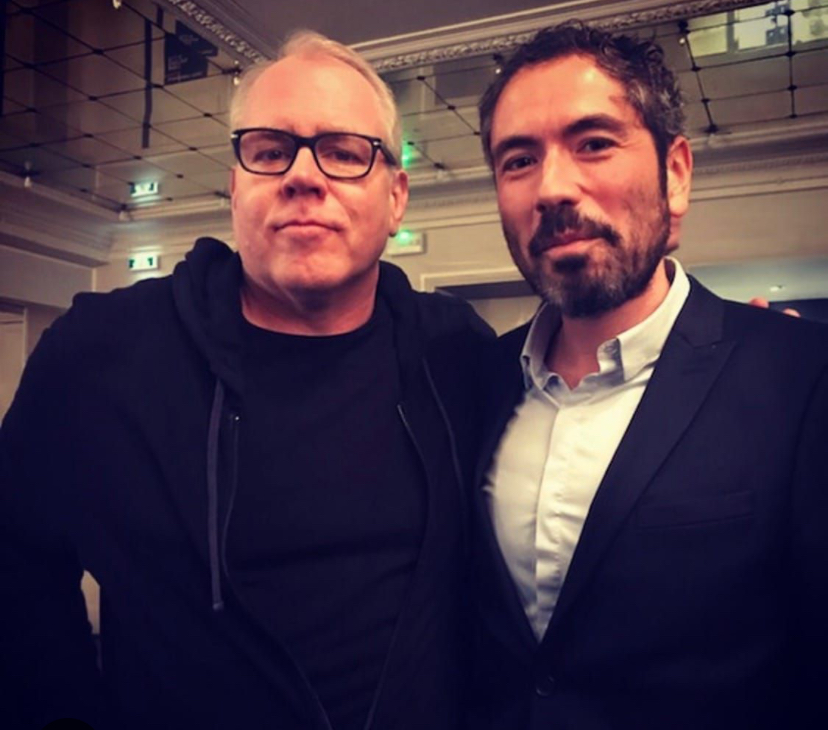
Bret Easton Ellis soutient Olivier Amiel pour l'élection départementale de 2014

En 2021, il consacre à Bret Easton Ellis un ouvrage intitulé « Voir le Pire. L’altérité dans l’œuvre de Bret Easton Ellis » publié en février 2021 aux éditions Les Presses Littéraires dans lequel il revient sur l’œuvre de l’écrivain et dénonce la Cancel culture.
Il publie son premier roman « Les Petites Souris » aux éditions Les Presses Littéraires en octobre 2021.Son second roman « Hyper ! Hyper ! Juste à côté du cœur » est publié en 2023 aux éditions Les Presses Littéraires,En 2024, son troisième roman « Touchdown. Journal de guerre » est publié  toujours aux éditions Les presses littéraires.
Pour Thierry Godefridi, Olivier Amiel est un « digne héritier de langue française de son modèle américain Bret Easton Ellis ».

## Œuvres

### Romans
- Les Petites Souris; éditions Les Presses Littéraires, octobre 2021

- Hyper ! Hyper ! Juste à côté du cœur; éditions Les Presses Littéraires, 2023

- Touchdown. Journal de guerre; éditions Les presses Littéraires, 2024

### Essai
- Voir le Pire. L’altérité dans l’œuvre de Bret Easton Ellis ; éditions Les Presses Littéraire, février 2021

### Thèse
- Le financement public du cinéma dans l’Union européenne; éditions Librairie générale de droit et de jurisprudence, 2007